# 岡田由佳子
岡田由佳子（おかだ ゆかこ、1986年3月17日 - ）は、日本のスポーツジャーナリスト、元女子自転車競技選手。

## プロフィール
愛知県豊橋市出身。桜丘高等学校自転車競技部に所属し、キャリアを積み始める。
2003年3月に行なわれた全国高等学校選抜自転車競技大会500mTTで優勝、7月に開催されたジュニアオリンピックカップ(JOC)でも優勝する。
高校卒業後、順天堂大学に入学し自転車競技部に所属。マネージャーに転向後、大学のインターンシップを通じて日本最大の国際自転車ロードレース、ツアー・オブ・ジャパンに広報スタッフとして参加する。ツアー・オブ・ジャパンで自転車専門のスポーツジャーナリスト、山口和幸と出会い弟子入り。スポーツジャーナリストとして国際大会やスポーツ雑誌ターザン、日刊スポーツなどで執筆活動を開始。
2009年にエイ文庫「7月のフランス 自転車とともに」を出版。現在は大阪府在住。京阪神エルマガジン社のネット媒体「Lmaga.jp」に記事を執筆している。

## 書籍
「7月のフランス　自転車とともに」（2010年枻出版社）